# Warwick (Rhode Island)
Warwick és l'única ciutat del Comtat de Kent (Rhode Island) dels Estats Units d'Amèrica.

## Demografia
Segons el cens dels Estats Units del 2000 Warwick tenia 85.808 habitants, 35.517 habitatges, i 22.979 famílies. La densitat de població era de 933,3 habitants per km².
Dels 35.517 habitatges en un 27,4% hi vivien nens de menys de 18 anys, en un 50,7% hi vivien parelles casades, en un 10,2% dones solteres, i en un 35,3% no eren unitats familiars. En el 29,8% dels habitatges hi vivien persones soles el 13,2% de les quals corresponia a persones de 65 anys o més que vivien soles. El nombre mitjà de persones vivint en cada habitatge era de 2,39 i el nombre mitjà de persones que vivien en cada família era de 2,99.
Per edats la població es repartia de la següent manera: un 21,9% tenia menys de 18 anys, un 6,7% entre 18 i 24, un 30,1% entre 25 i 44, un 24,3% de 45 a 60 i un 17% 65 anys o més.
L'edat mediana era de 40 anys. Per cada 100 dones de 18 o més anys hi havia 87,2 homes.
La renda mediana per habitatge era de 46.483 $ i la renda mediana per família de 56.225 $. Els homes tenien una renda mediana de 39.455 $ mentre que les dones 28.946 $. La renda per capita de la població era de 23.410 $. Aproximadament el 4,2% de les famílies i el 5,9% de la població estaven per davall del llindar de pobresa.

## Poblacions properes
El següent diagrama mostra les poblacions més properes.